# La venganza de María
La venganza de María es una película mexicana de 1983 dirigida por Fernando Durán Rojas. Está protagonizada por Andrés García, Alicia Encinas y Sergio Goyri. Basada en el corrido interpretado por Los Cadetes de Linares.

## Sinopsis
Juan Rentería es uno de los hombres más poderosos de Monterrey, Nuevo León. Sin embargo nadie sabe cómo hace tanto dinero. 
María Sotero (Alicia Encinas) es la bella hija del Señor Sotero de León (Roberto Cañedo) y hermana del agente de la Policía Federal de Caminos Jaime Sotero (Sergio Goyri). María es el objeto de la atención de Juan Rentería, quien hace que la vigile y que le informen cada actividad que hace, pero Jaime a pesar de no ser destacado en la división de narcóticos cada vez investiga más por su cuenta los negocios de Juan. Se rumora que Juan es narcotraficante y que ha estado involucrado en la muerte de varias personas. María acostumbra nadar en una presa que se encuentra cerca de los negocios de Juan, por lo que manda a que investiguen a su novio.
El padre de María es atacado en un taller mecánico por su compadre, quien culpa del asesinato de su hijo a Juan Rentería. Cuando este le dice que no acusa a Juan porque pretende a María se pelean. El novio de María Luis Jorge, es intimidado por los secuaces de Juan, quienes le dicen que debe de olvidarse de ella y destruyen su negocio y laboratorio y amenazan de muerte a su madre. 
Juan habla con María en la presa diciéndole que a él le gusta y que es un hombre honrado, a lo que María le dice que todo mundo sabe a qué se dedica. En la plática Juan le dice que no haga caso de lo que se dice de él, pero María le dice que no involucre a su padre en los negocios. Ahí trata de besarla, pero María lo abofetea. Juan la besa a la fuerza y la golpea cuando María grita pidiendo auxilio. María le dice que su padre se enterará de lo que pasó y Juan le contesta que si le menciona algo su padre será hombre muerto.
El capitán Victoria (Eric del Castillo) investiga las operaciones de Juan en conjunto con la Policía Federal de Caminos. En esta investigación se encuentra el hermano de María, Jaime.
En un bar están reunidos los secuaces y pistoleros de Juan bebiendo. En una mesa el capitán XXX  trata de obtener información del cantinero amenazándolo. El cantinero le da la información que necesita y se dirige al baño. Ahí encuentra un cadáver en uno de los cubículos y entonces es atacado por uno de los asesinos de Juan. En la pelea la pistola se dispara y mata al asesino. 
Juan manda a llamar al padre de María para indicarle un nuevo negocio. El padre de María confronta a Juan diciéndole que quiere un cambio de ruta y que si es cierto que él es un narcotraficante y si estuvo involucrado en la muerte del hijo de su compadre. Juan le dice que no es así, pero el padre de María le dice que si descubre que lo ha usado en negocios turbios es capaz de matarlo. Juan se hace el desentendido pero no olvida la amenaza.
Jaime y su compañero visitan el taller del compadre de su papá, Anselmo, y le pide que deje en paz a su padre y que no tuvo nada que ver. El compadre dice que es un encubridor de Juan y lo corre del negocio. Jaime pelea con los ayudantes en el taller dejándolos noqueados. En su casa su madre y hermana curan a los dos policías. Jaime se da cuenta de que algo le pasa a su hermana y la interroga. Ella le dice que los hombres de Rentería amenazaron a su novio y que no haga nada porque su padre está de por medio.
Durante el viaje de su padre llevando la carga, éste le comenta a su sobrino sus dudas respecto a las actividades de Juan y le dice que investigará las actividades de rentería esperando que no lo haya utilizado en su contrabando. Esa noche, Jaime y Luis Jorge deciden visitar a Rentería y aclarar los asuntos, pero prefieren entrar a investigar que ocurre. En la empacadora son atacados a balazos por uno de los hombres de Rentería. Luis Jorge disparay lo mata, mientras que otros matones de Juan los atacan con diferentes armas. En la balacera Jaime y Luis Jorge matan a algunos de los hombres de Rentería y usando un tráiler salen a la fuerza del negocio. Mientras que un grupo de ellos los persiguen, otros van a darle la noticia a Juan. Juan está teniendo relaciones sexuales con una de sus amantes cuando recibe la llamada de sus hombres que le dicen que el hermano de María y su novio estuvieron husmeando y que se escaparon. La persecución continúa por las calles de Monterrey hasta que, usando el tráiler, Jaime logra que el coche de sus perseguidores se estrelle en un árbol y se incendie.
Juan Rentería ordena la muerte de Jaime y de Luis Jorge por meterse en sus asuntos. En la presa, María navega en compañía de su novio. Jaime se entrevista en compañía del comandante de la policía junto con Rentería acusándolo de narcotraficante. Rentería indica que sus hombres protegieron su negocio de dos ladrones y les dice que olvidará el incidente. Jaime explota y exige que le muestren los frigoríficos donde según él se esconde la droga. Juan acepta que revisen los refrigeradores, donde solamente encuentran carne congelada. El comandante Sánchez de la Policía Judicial Federal regaña a Jaime por meterse en una investigación y le ordena que no se meta en la investigación. 
A la noche María y su novio salen a bailar. En el baile se encuentra también Juan Rentería quien no le quita el ojo de encima a María. Los acompañantes de Rentería comentan sobre la fecha de la boda de María, a lo que Rentería comenta que María no se casará con nadie. Rentería le pide a María que baile con él en presencia de su novio, lo que lo enfurece pero para evitar problemas permite. Rentería se disculpa por haberla besado a fuerza cuando el compadre de Anselmo se para y lo amenaza de muerte sacando una pistola con la cual hiere a Rentería en un brazo pero es asesinado por uno de los guardaespaldas de Rentería. Este le dispara y mata a su rival y cuando la policía llega les dice que él mató al guardaespaldas porque éste había enloquecido. Las demás personas no comentan nada por temor a Rentería con lo cual sale libre. Al llegar a la empacadora de carnes sus matones le dicen que capturaron a Jaime y a su compañero y que los tienen en el cuarto frío. Rentería los amenaza y les muestra cómo trafica las drogas en los cortes de cerdo que tiene colgados en el frigorífico. Así mismo le dice que ha sido el padre de Jaime quien ha pasado los cargamentos de droga al norte sin saberlo. Jaime le escupe enojado y entonces Rentería ordena a sus hombres que los maten usando una sierra de corte de carnes con Jaime decapitándolo y él le dispara en la cabeza a su compañero, luego ordena que se deshagan de los cuerpos.
La policía le dice a la familia que encontraron la patrulla y que no saben nada de ellos y que los buscan. María les recuerda que Rentería había amenazado a su hijo y que nunca habría dejado de reportarse. María les pide que sigan investigando mientras su madre les dice que ella sabe que su hijo está muerto. La policía comienza a presionar a Rentería en su casa. Rentería planea una nueva operación mientras que sus gentes le dicen que el capitán Victoria es ahora el que está estorbando sus operaciones y decide encargarse de él después de la siguiente entrega. rentería se lleva al señor Sotero a tomar unos tragos en una cantina diciéndole que tiene algunos negocios que tratar con él. El capitán Victoria y sus hombres los siguen en la distancia. En la cantina Rentería le dice que su hijo está muerto o desaparecido a lo que el señor Sotelo responde que su hijo no haría algo así y Rentería le dice que entonces se prepare para lo peor y que alguno de sus enemigos lo eliminó a lo que el señor le responde que si ese es el caso él encontrará a su asesino y es llevado a su casa por el capitán Victoria. María va en búsqueda de Luis Jorge para avisarle que su hermano está desaparecido, pero en lugar de eso va a confrontar a Rentería, quien le dice que él no tuvo nada que ver, pero María no le cree. María lo abofetea enojada. 
Sotero se entrevista con el comandante de la policía quien le dice que aun cuando Rentería podía acusarlo de robo por lo sucedido en la bodega no lo hizo. Así se reúne con su sobrino y planean entrar de noche en la empacadora a investigar que fue lo que pasó. Entran cuando los guardaespaldas de Rentería se retiran y deciden seguirlos a distancia hasta un rancho. Los autos de los asesinos entran y ellos entran a pie a la propiedad. El rancho es productor de tablas y madera. Ahí descubren que están cargando cajones con armas en los camiones. En eso son descubiertos por uno de los guardaespaldas, quien los lleva a presencia de Rentería. Sotero se encara con Rentería a quien acusa de narcotraficante y que lo denunciará. Rentería le dice que si piensa salir limpio ha sido él quien ha pasado la droga en su camión y le dice que él asesinó a su hijo. Entonces ordena que los lleven al potrero.
En una pista clandestina una avioneta es cargada con las armas de contrabando. Después de cobrar por el envío, Rentería se dirige al potrero donde tienen amarrados a dos postes a Sotero y a su sobrino. Al llegar ordena que los suelten de los postes y les dice que pueden irse. Sotero y su sobrino empiezan a caminar, entonces saca su pistola y les dispara por la espalda. Al llegar a su negocio, Luis Jorge es plagiado por los asesinos de Rentería quienes lo llevan a su presencia y en su casa Rentería lo asesina. 
María se entrevista con el capitán Victoria diciéndole que han desaparecido su hermano, su primo, su padre y su novio a lo que él le dice que todo va a terminar. Victoria llega a la empacadora donde se pelea a golpes con Rentería mientras su ayudante le cubre las espaldas de sus asesinos. Después de la golpiza Victoria y su ayudante son suspendidos de la policía por su jefe quien les ordena que se alejen de Rentería. 
En su casa Rentería es atendido de sus heridas en la cara por su amante. Ahí le ordena a su amante que mate a los dos policías. Ella los sigue hasta un bar donde ellos están tomando un trago, sin saber que están siendo observados y vigilados. En eso llegan el turco y otro másal restaurante bar y les disparan, pero ellos responden al fuego matando a los sicarios. 
María sigue buceando cuando encuentra en la presa los cuerpos de su hermano decapitado, su compañero matías, su primo y de su padre amarrados en el fondo de la presa. Se presenta con su madre a quien le dice lo que encontró. En el sepelio de sus familiares el capitán Victoria y el comandante de la policía juran que no descansarán hasta ver a Rentería tras las rejas, a lo que ella le dice que la cárcel es poco para sus crímenes.
En un baile se encuentra Rentería bailando con su amante. Al baile se presenta María. Al llegar Rentería la observa mientras que en una esquina se encuentran el capitán Victoria y su ayudante. María comienza a coquetearle a Rentería, quien se acerca y la invita a bailar. María accede a bailar con él, pero saca una pistola escuadra y le dispara en el abdomen, pecho y espalda. Rentería trata de sacar su pistola pero está herido de muerte. María le vacía todo el cargador mientras el capitán Victoria y su ayudante evitan que se metan sus guardaespaldas.
El capitán Victoria toma la pistola de María de su mano y la escolta a la salida. La película termina con el corrido como música de fondo.

## Reparto
- Andrés García
- Alicia Encinas
- Sergio Goyri
- Roberto Cañedo
- Eric del Castillo
- Rodrigo Puebla
- Isaura Espinoza
- Tito Junco
- Alfredo Gutiérrez
- Toño Infante
- María Martín
- Juan Antonio Edwards
- Fabián Aranza
- Julián Garza
- Orlando Tamez

## Diferencias entre el corrido y la película
- El corrido hace mención a un pueblo mientras que en la película todo sucede en Monterrey, Nuevo León
- En el corrido Rentería solamente ha matado al padre de María, mientras que en la película ha matado a casi toda su familia
- En el corrido se asume que Rentería es malvado, pero en la película es un narcotraficante